# Daisuke Gōri
Daisuke Gōri (Koto, 8 de fevereiro de 1952 - Tóquio, 17 de janeiro de 2010) foi um narrador seiyū e ator japonês. Ele é conhecido por personagens como Mr. Satan em Dragon Ball.